# ГЕС Ясуока
ГЕС Ясуока (泰阜発電所) – гідроелектростанція в Японії на острові Хонсю. Знаходячись між Мінаміму (28,8 МВт, вище по течії) та ГЕС Хіраока, входить до складу каскаду на річці Тенрю, яка впадає до Тихого океану біля міста Хамамацу.

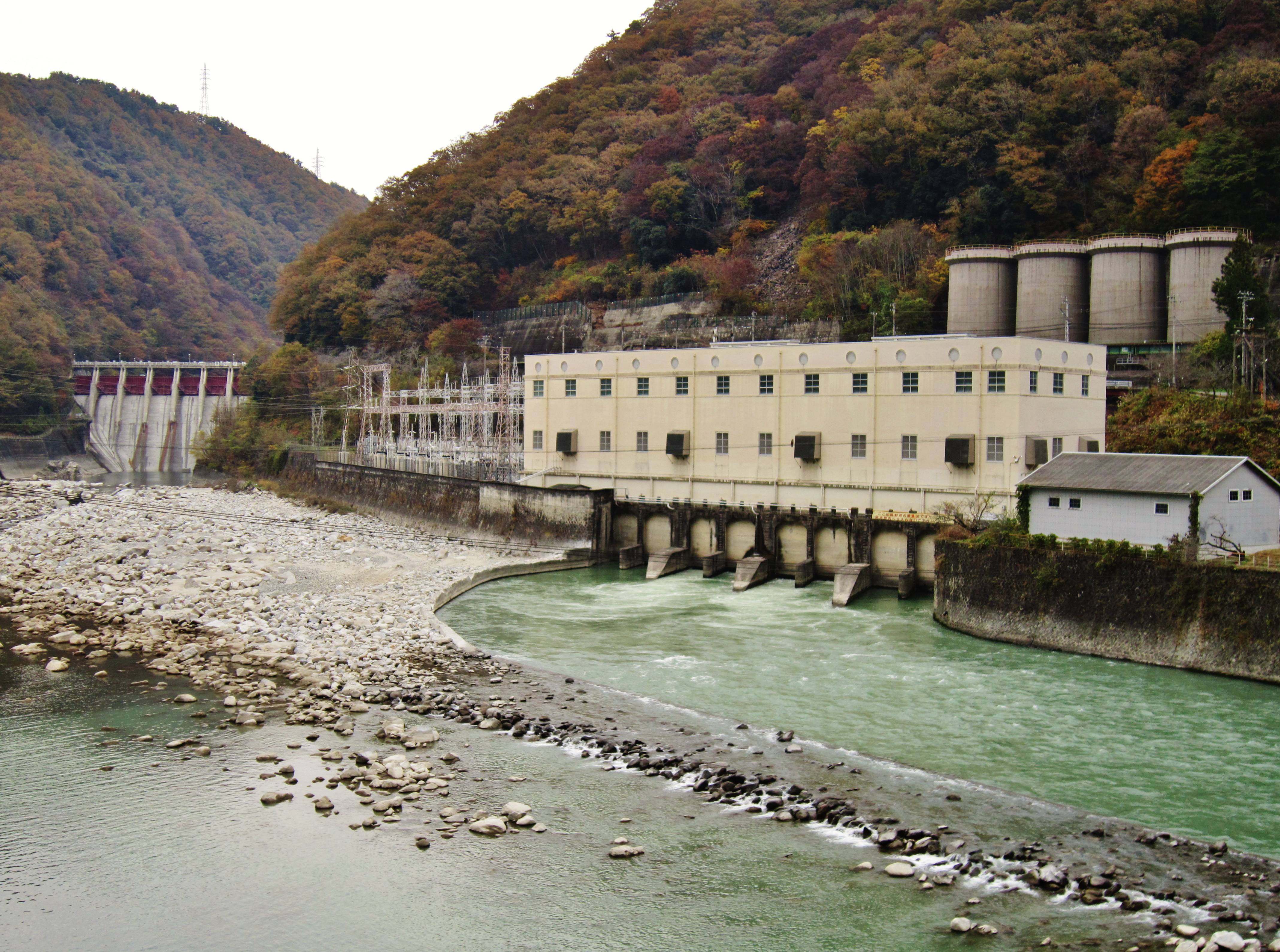
Гребля та машинний за станції. Над останнім видно чотири вирівнювальні резервуари баштового (наземного) типу

В межах проекту річку перекрили бетонною гравітаційною греблею висотою 50 метрів та довжиною 143 метра, яка потребувала 128 тис м3 матеріалу. Вона утворила водосховище з площею поверхні 0,75 км2 і об’ємом 10,8 млн м3 (корисний об’єм 1,6 млн м3).
Через чотири тунелі довжиною по 0,6 км з діаметром 5 метрів та відповідну кількість коротких – по 75 метрів – напірних водоводів зі спадаючим діаметром від 4 до 3,5 метра ресурс надходить до машинного залу, розташованого на лівому березі Тенрю. В системі також працюють чотири вирівнювальні резервуари висотою 28 метрів та діаметром 11 метрів.
Основне обладнання станції становлять чотири турбіни типу Френсіс потужністю по 16 МВт (загальна номінальна потужність станції рахується як 54,5 МВт), які використовують напір у 37 метрів.
Відпрацьована вода повертається у річку по каналу довжиною 0,13 км.
Видача продукції відбувається по ЛЕП, розраховній на роботу під напругою 154 кВ.